# 新妻実保子
新妻 実保子（にいつま みほこ、1979年3月 - ）は、日本のロボット研究者。中央大学理工学部精密機械工学科教授。博士（工学）。専門はヒューマン・インタフェース、ヒューマン・ロボットインタラクション。空間知能化に取り組み、空間メモリを提案。動物行動学を応用した人とロボットのコミュニケーションでも実績がある。LIDAR（レーザー測域センサ）を用いてプライバシーに配慮した人間行動を計測できる技術も、企業と共同開発した。

## 来歴・人物
1979年福島県いわき市生まれ。1997年に福島県立磐城女子高等学校を卒業。高校時代はテニス部に所属し、テニスに没頭する日々を送った。
その後、東京工科大学工学部機械制御工学科に進学し、2001年に同大卒業。同大大学院工学研究科システム電子工学専攻へ進学し、2003年に同修士課程を修了。博士課程の途中から東京大学大学院工学系研究科電気工学専攻博士課程へ進学し、橋本秀紀のもとで空間知能化の研究に取り組む。2007年9月に課程を修了し、博士（工学）を取得。空間知能化における空間メモリの提唱は、学会の論文賞や奨励賞を受賞した。
博士課程の途中から日本学術振興会特別研究員となり、東京大学橋本研究室で博士研究員を経て、2009年より中央大学理工学部精密機械工学科助教に就任。2013年には准教授に昇進する。空間知能化、ヒューマン・インタフェース、人と協調した電動車椅子などを研究テーマとし、日本ロボット学会では空間知能化に関する研究専門委員会の委員長を務めている。

LIDAR（レーザー測域センサ）では、上の図のように反射板でレーザーの方向を変え、中央の図のように2次元的に照射。反射波が返ってくるまでの時間で各方向の距離を計測する。中央の図のような環境では、下の図のような環境地図が得られる。空間知能化では環境：室内に設置したセンサで取得した情報をロボットと通信。ロボットは自身が多くのセンサを持つことなく、行動できるようになる。

2019年、新妻は空間知能化の技術を活かし、カメラを使わずにレーザー測域センサで人間の行動をセンシングする技術を株式会社リサーチと共同開発。オフィスや商業施設における人間の活動状況をプライバシーに配慮して把握することができる。

## 経歴

### 略歴
- 2001年 - 東京工科大学工学部機械制御工学科卒業[2]
- 2003年 - 東京工科大学大学院工学研究科システム電子工学専攻修士課程修了[13]
- 2004年 - 慶應義塾大学SFC研究所訪問研究員[2]
- 2005年 - 東京大学大学院工学系研究科電気工学専攻博士課程[13]
- 2007年 - 東京大学大学院工学系研究科電気工学専攻博士課程修了、博士（工学）[9][11]
- 2007年 - 東京大学生産技術研究所橋本研究室博士研究員（日本学術振興会特別研究員）[11]
  - この間、ブダペスト工科経済大学 客員研究員（2007年10月-2008年1月）[2]
- 2009年 - 中央大学理工学部精密機械工学科 助教[11]
  - この間、ハンガリー科学アカデミー 客員研究員（2010年5月 - 2011年5月）[2]
- 2013年 - 中央大学理工学部精密機械工学科 准教授[1]
  - この間、コロンビア大学（Teachers College）においてVisiting Scholar（2016年3月 - 2017年3月）[2]
- 2021年 - 中央大学理工学部精密機械工学科 教授[1]

### 受賞歴
- 2006年 - SI2006 優秀講演賞[2]
- 2007年 - IEEE Robotics and Automation Society Japan Chapter Young Award (ICRA'07)[11]
- 2008年 - HSI2008 Best Paper Award[2]
- 2008年 - 2008年度 計測自動制御学会論文賞[5][注釈 1]
- 2010年 - MHS2010 Best Paper Award[2]
- 2013年 - 日本機械学会奨励賞（研究）[6][注釈 2]

### 社会的活動
- 日本ロボット学会 - 「次世代構想分科会」委員[16]、「空間知能化研究専門委員会」委員長[14]
- つくばチャレンジ委員会 - 委員[17]
- FUTURE CONVENIENCE STORE CONTEST組織委員会 - 執行部幹事、技術部門委員[18][19]

## 業績

### 学位論文
- 『空間メモリによる実空間における人の活動支援に関する研究』東京大学〈博士学位論文（甲第23015号、博工第6632号）〉、2007年9月28日。（内容要旨、審査要旨）

### 共著（分担執筆）
- 新妻実保子、橋本秀紀「第17章 空間の観測に基づく人間の活動支援」『ヒューマンインタフェースのための計測と制御』山口昌樹 監修、シーエムシー出版〈エレクトロニクスシリーズ〉、2009年3月、211-226頁。ISBN 978-4-7813-0089-4。
- 新妻実保子、橋本秀紀「12.5.3 インテリジェントスペース（空間メモリ）」『ロボット情報学ハンドブック』松原仁、松野文俊、稲見昌彦、野田五十樹、大須賀公一 編、ナノオプトニクス・エナジー、2010年3月、812-820頁。ISBN 978-4764955073。
- 新妻実保子「第4章 家のなかで働くロボットのしくみ ~妻・サクラ編~」『今日、僕の家にロボットが来た。 未来に安心をもたらすロボット幸学との出会い』上出寛子・新井健生・福田敏男 編著、北大路書房、2019年9月、ISBN 978-4762830792。

### 競争的資金

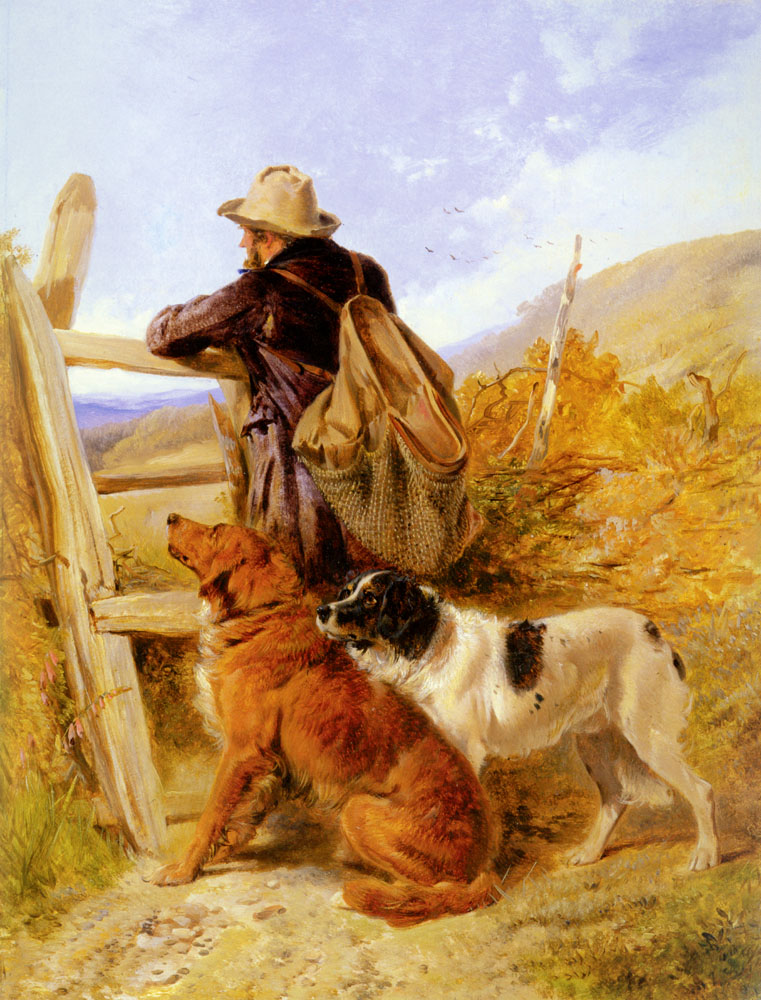
犬は人間と社会的関係を取れることに着目し、新妻は愛着理論をロボットの行動モデルに適用。犬を参考に「飼い主に対するなつき度」、「他者の許容度」、「不安への感度」といった指標を導入した。

- 2007-2008年度 - 日本学術振興会特別研究員「人と知能化空間のインタラクションとその観測に基づくサービス設計法の導出」
- 2010-2011年度 - 科学研究費助成金 若手研究(B)「空間知能化のための空間内の事象の観測と記述に基づく人の活動内容の分類」
- 2012-2014年度 - 科学研究費助成金 若手研究(B)「犬の行動学に基づく人とロボットの長期的かつ持続的なコミュニケーションの設計」
- 2015-2019年度 - 科学研究費助成金 基盤研究(C)「生活空間におけるロボットの愛着行動とロボットの長期受容を可能にする方法論の確立」